# 滋野氏
滋野氏（しげのうじ）は、「滋野」を氏の名とする氏族。信濃国小県郡を中心に勢力を拡大した武家として知られる。姓（カバネ）は当初宿禰、後に朝臣。

## 概要
紀氏の同族楢原氏から改姓した公家の滋野氏は、平安時代には衰える。

一方で本性を滋野と称した海野氏・根津氏・望月氏（滋野三家）は、東信濃を中心とする武士団として存続する。この三家の嫡流に位置付けられる海野氏の庶流からは、真田氏や安部氏など江戸期に大名として存続した家を輩出、明治維新後は華族となった。

## 滋野氏の歴史

### 滋野姓の起源
滋野氏は『尊卑分脈』には記載されておらず、吉川弘文館刊行の『日本古代氏族人名辞典』によると「滋野氏は、紀（直）氏と同系氏族」とされており、紀伊国造と同系の楢原氏が最初と思われる。『続日本紀』によれば天平勝宝元年（749年）に東人が伊蘇志臣を賜り、延暦17年（798年）に東人の孫家訳が滋野宿禰を賜り、弘仁年間に朝臣に改めた。
後年に海野氏流を称した真田氏が『寛永諸家系図伝』作成に際し提出した系図では、清和天皇の子貞秀親王が滋野氏の初代であり、その子幸恒が海野小太郎を称したとしていた。しかし新井白石などに貞秀親王が架空の人物であることや、滋野氏は清和天皇以前に現れていたことを指摘されている。その後に作成した享保年間までの当主を記載した真田氏系図では、初代の名前は貞元親王としている。『寛政重修諸家譜』編纂の際でも真田家側は同様の主張を行っているが、幕府側から貞秀親王の存在や親王の子が小太郎であることが不審であるとされ、幸恒から系図を書き出すこととなった。また明治時代の華族における宗族制度では、滋野氏は14類とされ、清和天皇の子である貞保親王の孫・滋野滋氏を祖としている。
信濃滋野氏の系図は、海野氏や根津氏・望月氏の三家やその支族に伝えられたもの（この時点で信頼性に疑問符が付く）しかなく、その多くは戦国期に散逸している。戦国期を生き抜き近世大名として立藩した根津氏や真田氏などの資料も、信頼性が疑問視されている。検討が必要であるが、根津氏支族とされる浦野氏の浦野文書には同じ家でありながら複数の系図が残されており、信濃滋野氏起源の系図も存在する。同書には永禄9年（1566年）に清和天皇後胤、滋野親王26代浦野美濃守友久として絵馬を献上した記録が残され、貞保親王の孫が治療のため小県郡の沓掛温泉に滞在したと記載されている。
『続群書類従』「信州滋野氏三家系図」では、清和天皇の皇子・貞保親王と嵯峨天皇第4皇子・惟康親王の女との間に生まれた目宮王が祖とされる。

### 他流の滋野氏
光孝天皇の子源国紀（國紀）の子にも滋野姓を名乗る者（滋野公忠）がおり、光孝源氏の支流として伝えられている。また仁寿2年（852年）には名草朝臣の安威が滋野姓を受けている。

### 官人滋野氏
家訳の子滋野貞主は学者・政治家として知られ、娘の縄子を仁明天皇に、奥子を文徳天皇に入内させ、縄子は本康親王を、奥子は惟彦親王を産んだ。最後は正四位下で相模守を兼ねた。弟の滋野貞雄も娘の岑子を文徳天皇に入内させ、二皇子二皇女をもうけ、最後は従四位上となっている。
貞観10年（868年）滋野恒蔭が信濃介に任ぜられ、滋野善根も貞観12年（870年）に信濃守に任ぜられ、滋野一族と信濃の関係が生じる。恒蔭は貞主の嫡孫、善根は貞主の次男ではないかと考えられている。寛弘6年（1009年）には大外記の滋野善言が信濃からの貢馬を司っている。丸島和洋は、信濃国司を歴任した滋野氏が信濃の馬産地と深い関わりを持っており、それを管理していた古代豪族の望月・禰津・海野の三氏と滋野氏が姻戚関係を結び、貴種である滋野氏の姓を称するようになったのではないかと見ている。
以降は目立った滋野姓の官人は出ていないが、外記日記などに滋野姓を名乗るものが記載されている。

### 信濃の有力豪族
承平8年（938年）、平将門に追われ東山道を京に脱出しようとした平貞盛が、2月29日に追撃してきた将門の軍勢100騎と信濃国分寺付近で戦った記録が残されている。このとき貞盛は、信濃国海野古城を拠点とする滋野氏の下に立ち寄っており（旧知の間柄とも伝わるが、正確な関係は不明）、滋野氏のみならず小県郡司他田真樹らの信濃国衙の関係者たちも貞盛に加勢したが将門軍に破れたとされる。この当時の滋野氏は信濃国内の御牧全体を統括する牧監であった。
滋野則広の嫡子・重道の代に海野を名乗り、その子の代に根津氏・望月氏が分かれ、以後信濃国小県郡や佐久郡を中心とする名族として栄えたとされ、鎌倉時代には信濃全域から上野国吾妻郡にまで滋野氏流を名乗る支族が広がっていった。また滋野氏流を名乗る諸族のうち、海野氏・根津氏・望月氏は特に「滋野三家」と呼ばれ、嫡流またはそれに準ずる家柄とされた。
保元の乱・治承・寿永の乱では海野幸親が木曽義仲の家臣として活動し、その子である海野幸氏は源頼朝に認められ有力御家人となり、上野国吾妻郡にまで勢力を拡大した。

## 後裔
滋野氏三家
- 海野氏[1][12]
- 根津氏[1][12]
- 望月氏[1][12]

三家から枝分かれした庶流・傍流
真田氏、小室氏（小諸氏）、春日氏、浦野氏、窪寺氏、白鳥氏、増田氏、小田切氏、矢沢氏、岩下氏、依田氏、湯本氏、会田氏、春原氏、櫻井氏（桜井氏）、金屋氏、塩川氏、福島氏、海善寺氏、極楽寺氏、万法寺氏、下屋氏、横谷氏、塔原氏、光氏、西牧氏、大妻氏、深井氏、大葦氏（大井氏）、大塩氏、香坂氏（高坂氏）、芝生田氏、別府氏、出浦氏、横尾氏、曲尾氏、川上氏、西山氏、太平寺氏、本覚寺氏、真教寺氏、鎌原氏、田沢氏、土肥氏、小田中氏、金井氏、根井氏、善念寺氏、証蓮寺氏、真成寺氏、三宅氏などがある。
太字は鎌倉幕府御家人